# فرانچسکو سوری
فرانچسکو سِوِری (به ایتالیایی: Francesco Severi) (زاده ۱۸ آوریل ۱۸۷۹ در آرتزو – درگذشته ۸ دسامبر ۱۹۶۱ در رم) ریاضیدان اهل ایتالیا بود که در زمینه هندسه جبری فعالیت می‌کرد.

## زندگی و کارنامه

کنگره بین المللی ریاضیات، زوریخ ۱۹۳۲.

او در آغاز دانشجوی مهندسی بود ولی سپس به ریاضیات دلبسته شد و در دانشگاه تورین تحت سرپرستی کورادو سگره درجه دکتری ریاضیات را در سال ۱۹۰۰ دریافت کرد. او می‌بایست علاوه بر درس خواندن کار معلمی هم می‌کرد، چرا که پدرش هنگامی که او کودکی نُه ساله بود درگذشت و او منبع مالی برای تأمین نیازهایش نداشت. پس از آن به عنوان دستیار انریکو داویدیو در تورین، فدریگو انریکوئس در بولونیا و ائوجنیو برتینی در پیزا به کار ریاضی پرداخت. در سال ۱۹۰۴ در پارما و سال پس از آن در پادوا به استادی رسید.
در جنگ جهانی یکم در رسته توپخانه در ارتش ایتالیا خدمت کرد و سپس از سال ۱۹۲۲ به تدریس در دانشگاه ساپینزا پرداخت و از ۱۹۲۲ تا ۱۹۲۵ ریاست آنجا را بر عهده داشت. از سال ۱۹۲۹، سوری هر چه بیشتر به فاشیستهای ایتالیا نزدیک می‌شد و به عضویت آکادمی ایتالیا که در آنزمان به وسیلهٔ فاشیستها در برابر آکادمیا د لینچی پنیان نهاده شده بود درآمد.
سوری در کنار گوییدو کاستلنوو و انریکوئس، جزو بنیانگذاران مکتب هندسه جبری ایتالیا است. او در سال ۱۹۰۶ قضیه معروفش دربارهٔ وجود پایه‌های مستقل خطی از خم‌های جبری روی رویه‌های جبری را به اثبات رساند. او در سال ۱۹۳۲ در کنگره جهانی ریاضیدانان در زوریخ با موضوع «نظریه تابع‌های چند متغیره و هندسه جبری» سخنرانی کرد.

## آثار
- Severi: Vorlesungen über algebraische Geometrie- Geometrie auf einer Kurve, Riemannsche Flächen, Abelsche Integrale, Teubner 1921.
- Severi: Fundamenta per la geometrie sulla varieta algebriche, 1909.
- Severi: Dalla scienza alla fede, 1959